# Pedro Andreu (escritor)
Pedro Andreu (Palma de Mallorca, 24 de septiembre de 1976-20 de junio de 2023) fue un poeta y novelista español.

## Biografía
Nació en Palma de Mallorca el 24 de septiembre de 1976. Estudió Filología Hispánica aunque no terminó la carrera. Sin embargo, su actividad literaria dio comienzo en esos años, colaborando en la creación y dirección de la revista universitaria El arte de marear y publicando la plaquette autoeditada Mar de plomo en 1995.
En 1998 se integró en el Colectivo "Comerciantes de Nubes", que editaba la revista Les màquines de Leonardo. Los números de esta publicación titulados Poesía, en 1998, y De amor, anemia y cambalache, en 2002, se dedicaron a su obra. Quedó además finalista, también en 1998, del Primer Concurso Internacional de Poesía Joven Antonio Carvajal, que organiza la editorial Hiperión.
En 1999 se trasladó a Sudamérica como cooperante internacional, donde residió en distintos países durante dos años. Allí participó en recitales y encuentros literarios y publicó poemas en varias revistas universitarias y en el fanzine El ombligo del mundo.
En 2001, de vuelta en España, su primer libro de poemas, Partida entre canallas, obtuvo el XII Premio Nacional de Poesía Blas de Otero y fue publicado por la Asociación de Escritores y Artistas Españoles en la Colección Julio Nombela. 
Durante esta década fue frecuente la presencia de sus poemas, relatos y reseñas literarias en revistas como Marginalia (Buenos Aires), La hamaca de Lona (Madrid), Alhucema (Granada) o Voces (Asunción), firmando a veces con los seudónimos Travis Ortega o Diosnel Saldívar. Además, escribió guiones de audiovisuales y prologó en 2005 la edición póstuma del libro El septiembre de nuestros jardines del poeta soriano Avelino Hernández.
En 2008 apareció la segunda entrega de su obra poética titulada Anatomía de un ángel hembra, que contiene material procedente de una serie de libros inéditos escritos entre 1997 y 2006, y a la que seguirían, en 2010, El frío, poemario ganador del VII Premio Café Mon, y A quemarropa, que agrupa la poesía de su heterónimo Travis Ortega. 
Su vuelta al género no se produjo hasta 2014, pero con tres poemarios de edición casi consecutiva. A principios de ese año, Alquiler a las afueras en Ediciones La Baragaña, y en julio, Laura y el sistema en Alsari. En mayo de 2015, La amplitud de una nevera americana completó la trilogía, en Frida, que reeditó Anatomía de un ángel hembra, su segundo poemario, un año después. 
Tras un nuevo y más breve silencio, la editorial Mueve Tu Lengua publicó Alas calibre 38 en 2018, al que siguió Nunca besarás una cherokee en Versátiles en 2022.
Fue autor de la novela Luna cuerva, que permanece inédita, aunque está disponible en formato digital. Sin embargo, Andreu prefería referirse a ella como "protonovela" y considerar su primera incursión en este género El secadero de iguanas, escrita entre 2004 y 2010, publicada al año siguiente, tras alzarse con el I Premio Internacional de Literatura Fantástica convocado por Portal Editions, y reeditada en 2016 por Frida Ediciones, que también publicó en 2017 la segunda, titulada Dátrebil.
Pedro Andreu fue diagnosticado de ELA en 2021 y falleció a causa de esta enfermedad el 20 de junio de 2023. Su último poemario editado en vida fue Nadie sabe cantar como Amy Winehouse, publicado por la editorial Mueve tu lengua.

## Obra

### Poesía
- Mar de plomo, plaquette, Ediciones Subterráneas, Palma de Mallorca, 1995
- Partida entre canallas, Asociación de Escritores y Artistas Españoles, Madrid, 2001
- Anatomía de un ángel hembra, Casabierta-ed., Palma de Mallorca, 2008
- El frío, Sloper, Palma de Mallorca, 2010
- Alquiler a las afueras, Ediciones La Baragaña, Palma de Mallorca, 2014
- Laura y el sistema, Alsari Libros, Madrid, 2014
- La amplitud de una nevera americana, Frida Ediciones, Madrid, 2015
- Anatomía de un ángel hembra (reedición), Frida Ediciones, Madrid, 2016
- Alas calibre 38, Mueve Tu Lengua, 2018
- Nunca besarás a una cherokee, Versátiles, 2022
- Nadie sabe cantar como Amy Winehouse, Mueve tu lengua, 2023
- Punto de no retorno a Pedro Andreu, Mueve tu lengua, 2024

Bajo el seudónimo "Travis Ortega"
- A quemarropa, Casabierta-ed., Palma de Mallorca, 2010

### Novela
- El secadero de iguanas, Portal Editions, Vitoria, 2011
- El secadero de iguanas (reedición), Frida Ediciones, Madrid, 2016
- Dátrebil, 2017

### Antologías que incluyen su obra
- La casa del poeta, Sloper, Palma de Mallorca, 2007
- Trentacuentos, Casabierta-ed., Palma de Mallorca, 2008
- 20 años del Premio Blas de Otero, Asociación de Escritores y Artistas Españoles, Madrid, 2009
- El Último Jueves. 15 años. Poesía on the road, Calima editores, 2011
- Terra Nova. Antología de ciencia ficción contemporánea, vol. 2, Fantascy, 2013

Bajo los seudónimos "Travis Ortega" y "Diosnel Saldívar"
- Les màquines de Leonardo, Casabierta-ed., Palma de Mallorca, 2010

## Premios
- Finalista del Primer Concurso Internacional de Poesía Joven Antonio Carvajal de Hiperión, 1998
- XII Premio Nacional de Poesía Blas de Otero de la Asociación de Escritores y Artistas Españoles por Partida entre canallas (2001)
- VII Premio Café Mon por El frío (2010)
- I Premio Internacional de Literatura Fantástica de Portal Editions por El secadero de iguanas (2011)